# Harry Wilson (rugby à XV)
Pour les articles homonymes, voir Wilson.
Ne doit pas être confondu avec Harry Wilson (football), joueur gallois de football.
Pas d'image ? Cliquez ici

a Compétitions nationales et continentales officielles uniquement.

b Matchs officiels uniquement.
Dernière mise à jour le 27 janvier 2022.
Harry Wilson, est né le 22 novembre 1999 à Gunnedah (Australie). C'est un joueur de rugby à XV international australien évoluant au poste de troisième ligne centre. Il joue avec la franchise des Queensland Reds en Super Rugby depuis 2020.

## Carrière

### En club
Harry Wilson commence le rugby à l'âge de quatre ans, avec le Gunnedah Rugby Club. Il pratique également cricket, mais laisse tomber cette dernière activité à ses seize ans afin de concentrer sur le rugby. 
Il joue ensuite avec le club amateur des Brothers Old Boys en Queensland Premier Rugby. En 2019, il est finaliste avec son équipe, et il est élu meilleur joueur du championnat.
Il commence sa carrière professionnelle en 2018 lorsqu'il est retenu avec l'équipe de Queensland Country pour disputer le NRC. 
En 2020, il rejoint la franchise des Queensland Reds en Super Rugby. Il fait ses débuts en Super Rugby AU le 31 janvier 2020 contre les Brumbies,. Lors de sa première saison, il joue dix-sept rencontres (pour cinq essais inscrits), et se fait remarquer par son activité et sa puissance physique,. Il est alors considéré comme la révélation du championnat, et le meilleur troisième ligne centre australien. D'un point de vue collectif, il est finaliste du championnat avec son équipe, après une défaite en finale face aux Brumbies. 
L'année suivante, à l'issue d'une finale identique, son équipe s'impose et remporte la compétition.

### En équipe nationale
Harry Wilson est retenu avec l'équipe d'Australie des moins de 20 ans pour disputer le championnat du monde junior en 2019. Lors de la compétition, son équipe échoue en finale contre la France, tandis qu'il inscrit deux essais en cinq matchs.
Il est sélectionné pour la première fois avec les Wallabies en septembre 2020 par le sélectionneur Dave Rennie pour préparer le Tri-nations 2020. Il obtient sa première cape internationale le 11 octobre 2020 à l’occasion d’un match contre l'équipe de Nouvelle-Zélande à Wellington.
En 2021, alors que l'année précédente semblait avoir fait de lui le titulaire au poste de n°8 en sélection, il perd sa place en faveur de Rob Valetini,. Il manque même la tournée d'automne en Europe, dans le but de se resourcer et de préparer au mieux la saison 2022.

## Palmarès

### En club
- Finaliste du Queensland Premier Rugby en 2019 avec les Brothers Old Boys.
- Vainqueur du Super Rugby AU en 2021 avec les Queensland Reds.
- Finaliste du Super Rugby AU en 2020 avec les Queensland Reds.

### En équipe nationale
- Finaliste du championnat du monde junior en 2019.

## Statistiques
Au 27 janvier 2025, Harry Wilson compte 22 capes en équipe d'Australie, dont 21 en tant que titulaire, depuis le 11 octobre 2020 contre l'équipe de Nouvelle-Zélande à Wellington. Il a inscrit 5 points soit 1 essai .
Il participe à deux éditions du Rugby Championship, en 2020 et 2021. Il dispute cinq rencontres dans cette compétition.